# Artoria kerewong
Artoria kerewong es una especie de araña araneomorfa del género Artoria, familia Lycosidae. Fue descrita científicamente por Framenau & Baehr en 2018.
Habita en Australia (Nueva Gales del Sur).